# تام ساندبر

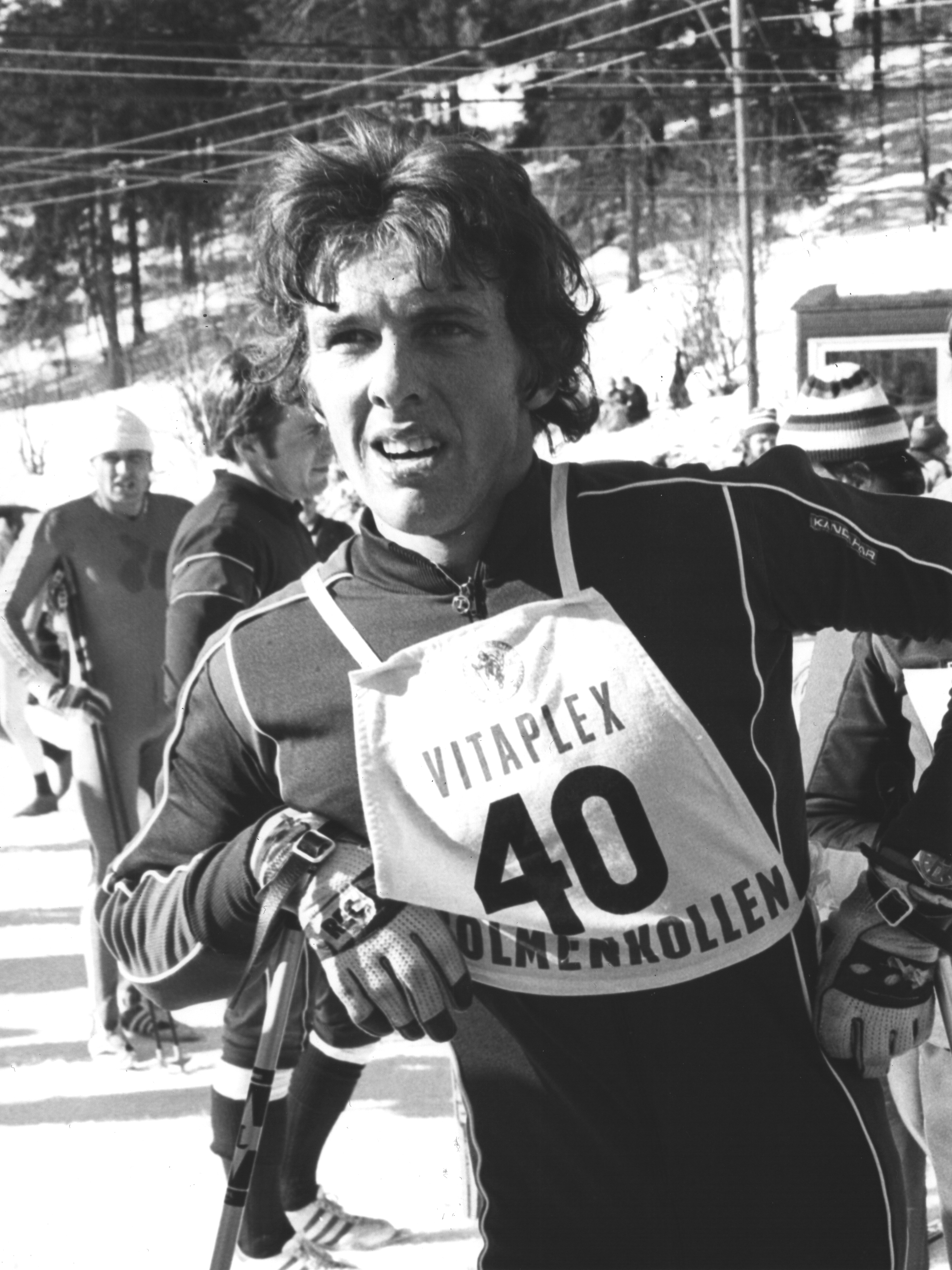
تام ساندبر در سال ۱۹۷۸

تام ساندبر (انگلیسی: Tom Sandberg؛ زادهٔ ۶ اوت ۱۹۵۵) اسکی‌باز نوردیک اهل نروژ بود.